# اچ‌ام‌اس ام۴
اچ‌ام‌اس ام۴ (به انگلیسی: HMS M4) یک زیردریایی بود که طول آن ۳۰۵ فوت ۹ اینچ (۹۳٫۱۹ متر) بود. این زیردریایی در سال ۱۹۱۷ ساخته شد.